# Hepberg
Hepberg è un comune tedesco di 2 510 abitanti, situato nel land della Baviera.